# Культура Уфы
Уфа — культурный центр Башкортостана.

### Театры
В 1772 году в доме мензелинского воеводы Никиты Можарова сильные поляки-конфедераты сыграли пьесу «Пан Бронислав» на польском языке, которая считается первой театральной постановкой в Уфе.
В 1841–1843 годах в Уфу из Казани прибыла первая профессиональная труппа П. А. Соколова, состоявшая из 14 человек. В 1849–1850 годах Уфу посетила труппа Л. И. Иванова. В 1856 году Уфу вновь посетила труппа П. А. Соколова. В 1894 году построен Видинеевский летний театр.
В 1890–1891 в Уфе открылась частная антреприза «Русская комическая опера и оперетта» С. Я. Семёнова-Самарского, хористом которой был 17-летний Ф. И. Шаляпин, где ему пришлось срочно заменить заболевшего певца в опере «Галька» Монюшко. Здесь он учился пению у руководителя Уфимского общества любителей музыки, пения и драматического искусства В. Д. Паршиной.
В настоящее время в городе действуют шесть государственных театров — Башкирский государственный театр оперы и балета, Башкирский академический театр драмы имени Мажита Гафури, Русский академический театр драмы Башкортостана, Национальный молодёжный театр имени Мустая Карима, Уфимский государственный татарский театр «Нур», Башкирский государственный театр кукол, — и два частных профессиональных театра — альтернативный театр «Перспектива» и Уфимский классический театр всех жанров. Также действует Башкирская государственная филармония имени Хусаина Ахметова.
|                                                 |                                                          |                                   |                                   |                                                |
| Башкирский государственный театр оперы и балета | Башкирский академический театр драмы имени Мажита Гафури | Русский академический театр драмы | Филармония имени Хусаина Ахметова | Уфимский государственный татарский театр «Нур» |

### Библиотеки

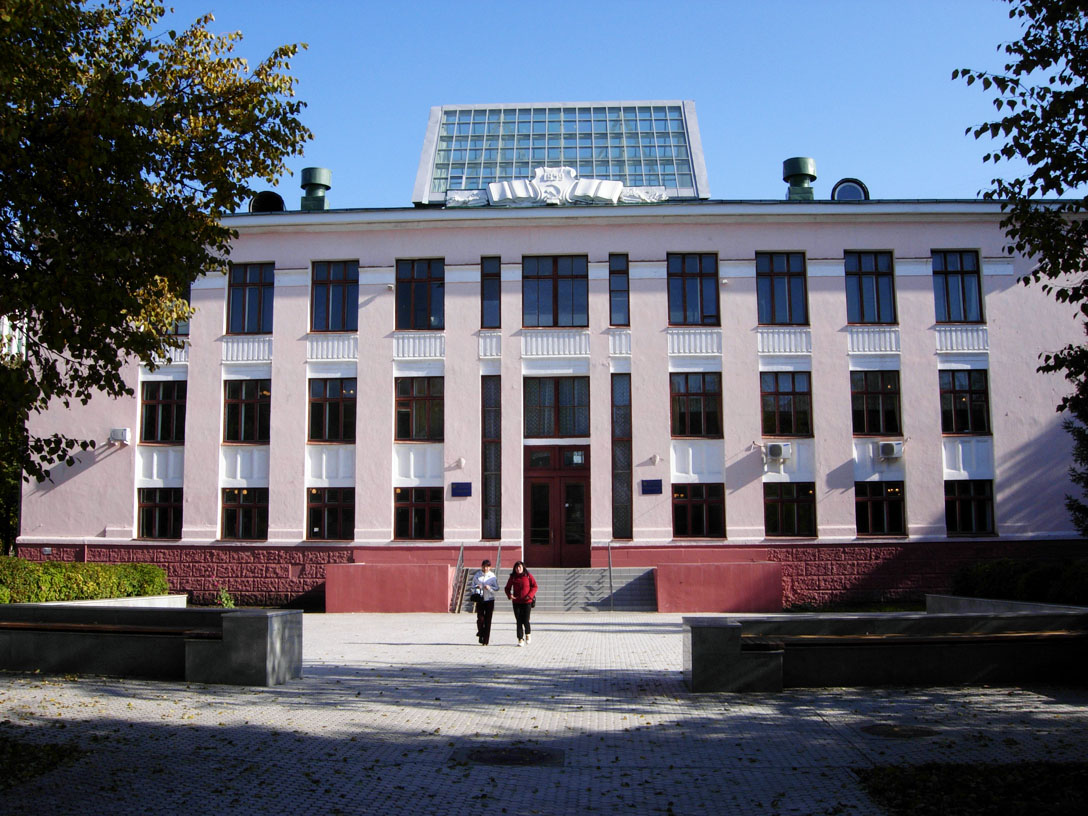
Национальная библиотека имени Ахмет-Заки Валиди

Действуют Научная библиотека Уфимского научного центра РАН, Национальная библиотека имени А.-З. Валиди с филиалами, Республиканская базовая библиотека, Центральная городская библиотека, Центральная городская детская библиотека имени Ш. А. Худайбердина, Башкирская республиканская специальная библиотека для слепых, Научно-техническая библиотека УГАТУ. Кроме этого, в городе есть 25 общих и 20 детских библиотек.

### Кинотеатры

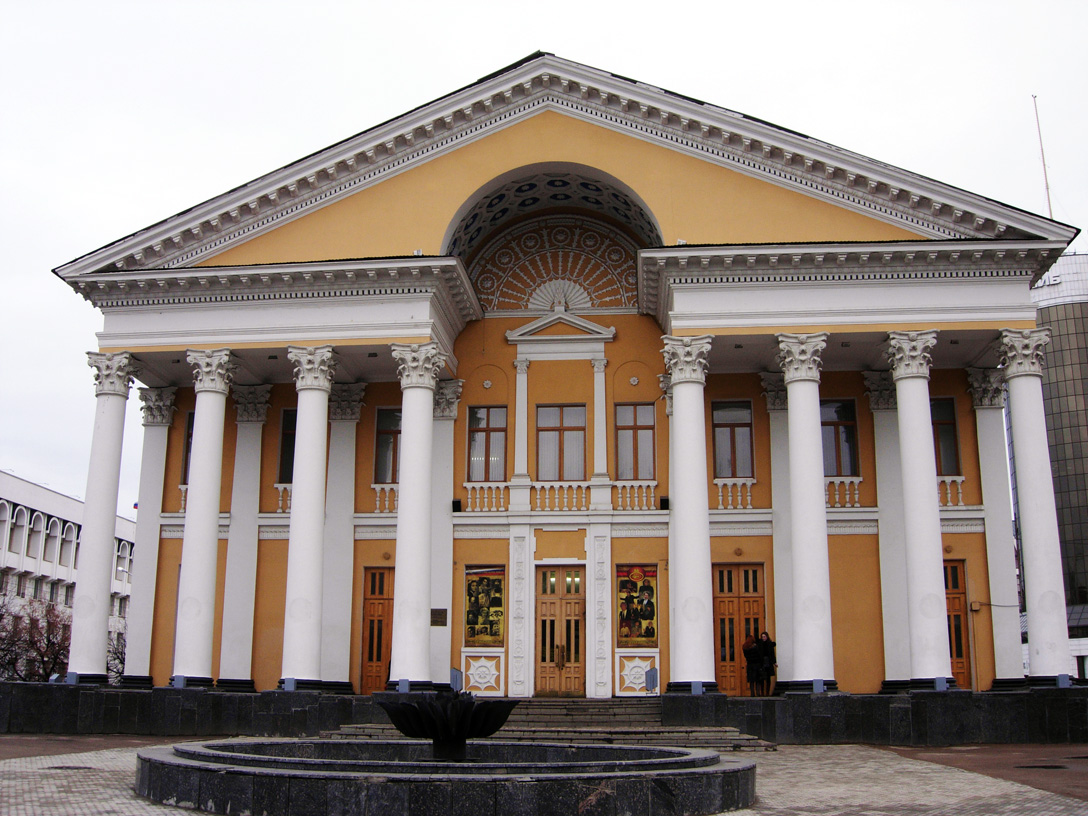
Кинотеатр «Родина» (1953, архитектор М. С. Яншин).

В Уфе действуют кинотеатры: «Родина», «Ultra Cinema» в ЦТиР «Мир», «Мягкий кинотеатр» в КРК «Мегаполис», «Кинопростор» в ЦТиО «Простор», «Синема Парк» в ТРК «Галерея ART», «Синема Парк» в ТРК «Семья», «Киномакс» в ТРК «Планета», «Синема 5» в ТГК «Меркурий», «Ultra Cinema» в ТКЦ «Ultra», «Синема 5» в ТРЦ «Аквамарин».
Ранее действовали первый постоянный уфимский кинотеатр «Фурор» (открыт в 1908 году, с 1925 года — «Горн», с 1936 года — «Салават», тогда же был расширен зрительный зал) — сейчас офисное здание, до этого здесь было кафе-бистро «Башкирское бистро», и кинотеатр «Победа».

### Музеи

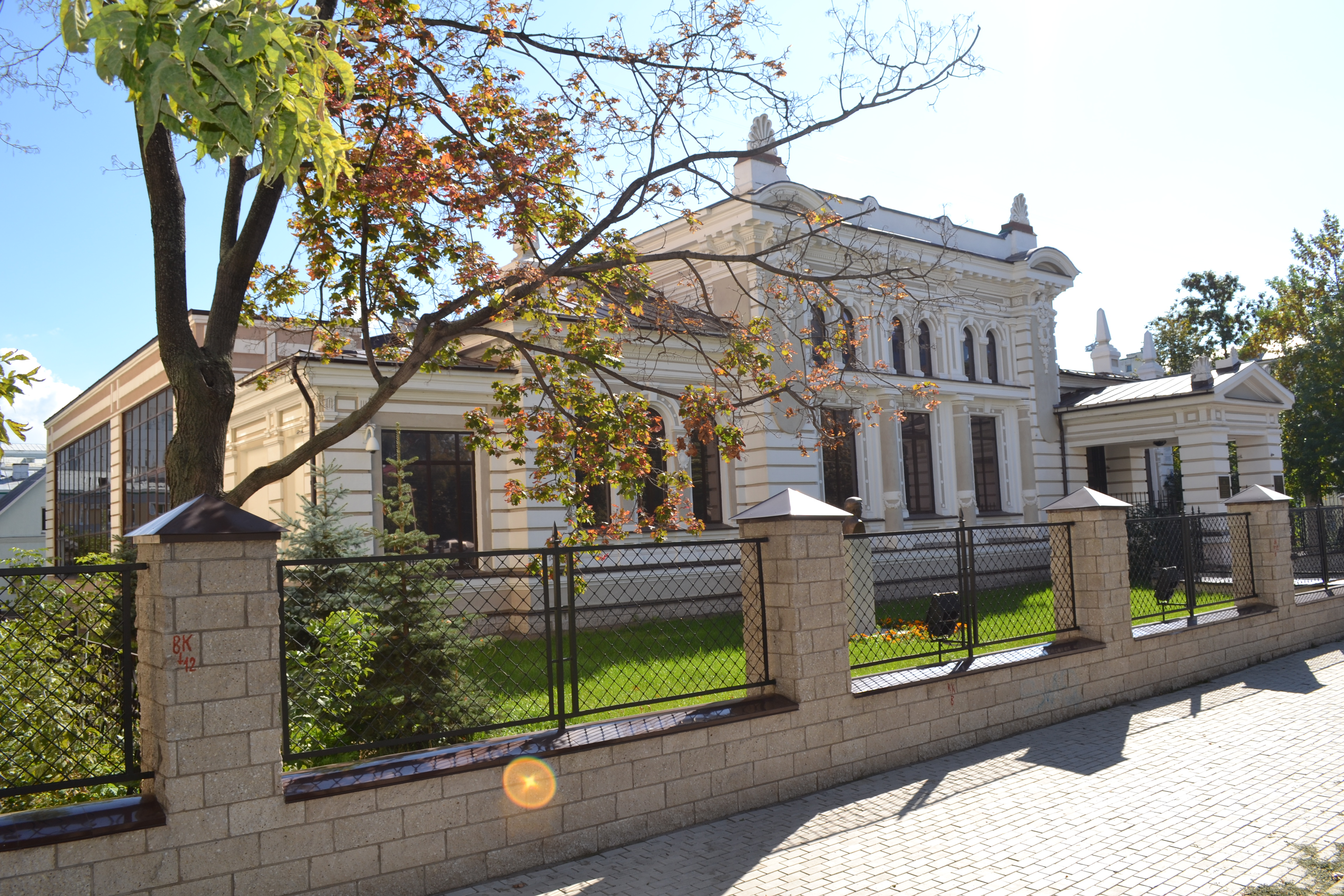
Музей археологии и этнографии

В Уфе открыто более 50 государственных и частных музеев.

### Галереи и выставочные залы
В Уфе действуют арт-галерея «Мирас», арт-галерея «Сара», выставочный зал «Ижад» Башкирского государственного художественного музея имени М. В. Нестерова, Уфимская художественная галерея и малый выставочный зал Союза художников Республики Башкортостан, галерея «Урал», галерея X-max, городской дом фотографии им. Дамира Ялилова,  Союза художников Республики Башкортостан, центр современного искусства «Облака», городской центр «Арт-КВАДРАТ».
Ранее действовал тематический этнопарк «Ватан».

### Музыка
Уфа — родина многих рок-музыкантов: Юрий Шевчук (ДДТ), Земфира, Рустем Булатов (Lumen), Год Змеи, Светотень, Emigstation; рэп и хип-хоп-исполнителей: Via Chappa, МанифестЪ, Boulevard Depo, Моргенштерн, Basic Boy, Thomas Mraz, Face; поп-артистов: Андрей Губин, Сергей Приказчиков (Пицца), Элвин Грей и других.

### Фестивали
В городе проводятся международные фестивали и конкурсы: с 1995 года — открытый конкурс музыкантов-исполнителей имени Н. Сабитова, с 2002 года — органный фестиваль «Sauerfest» (современное название с 2015 года), с 2003 года — ежегодный джазовый фестиваль «Розовая пантера»; конкурс-фестиваль ансамблей и оркестров народных инструментов «Зов Урала» (в 2012, 2015 и 2016 годах).